# Mezquita de Kara Mustafa Pasa
La Mezquita Kara Mustafa Paşa o Mezquita de Paşa (en turco: Paşa Cami o Kara Mustafa Paşa Cami) es una mezquita histórica que se encuentra en el centro del condado de Merzifon. Es una de las mezquitas más grandes del condado que todavía se utiliza como mezquita.

## Historia
Fue construida en 1666 por Merzifonlu Kara Mustafa Paşa, período del sultán otomano Mehmed IV.

## Arquitectura
La Mezquita Paşa tiene una cúpula principal, un minarete y cuatro cúpulas secundarias en las esquinas. Área de culto principal de la mezquita bajo la cúpula principal. La mezquita tiene tres series de ventanas que iluminan.

## Galería

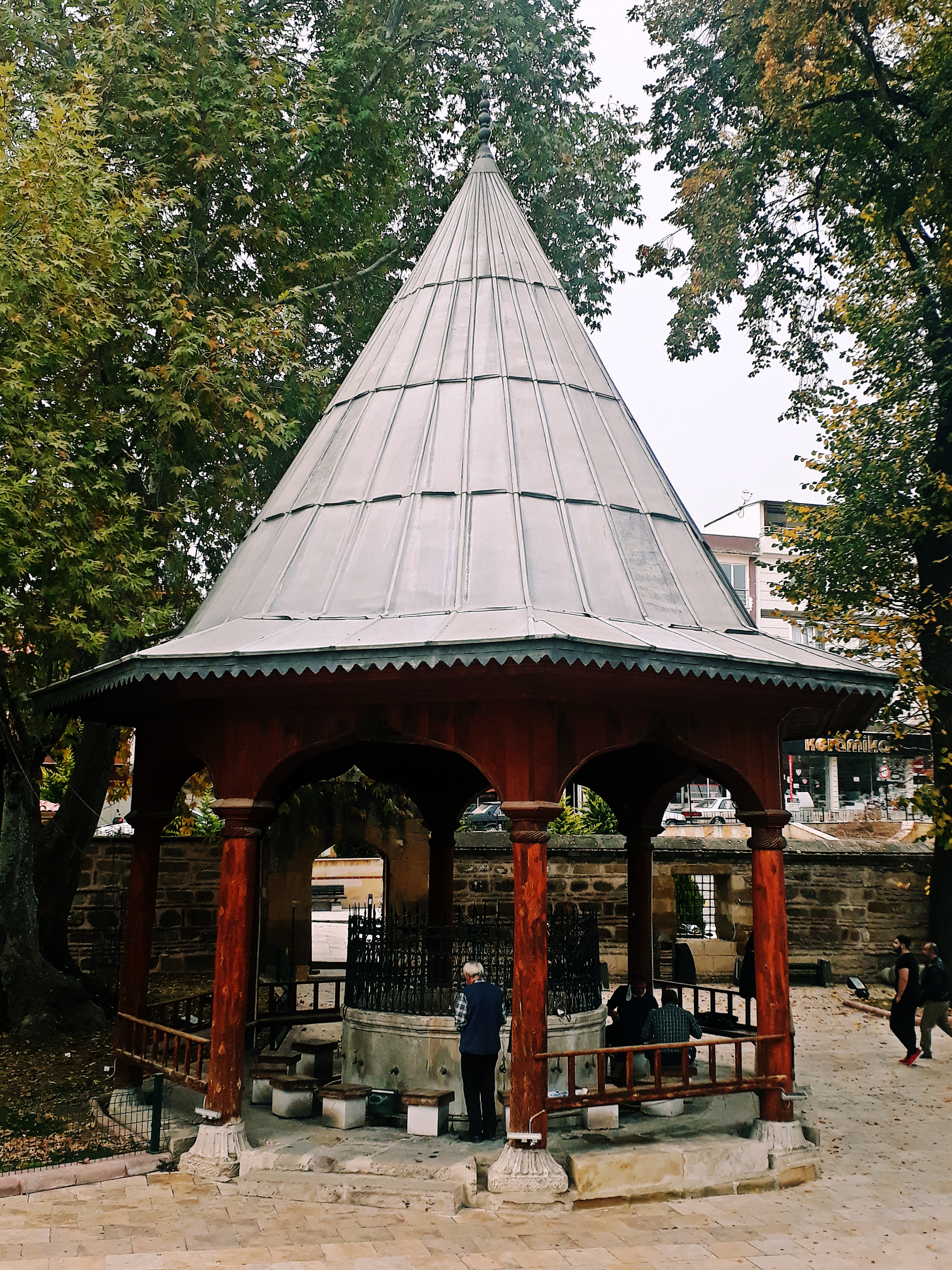
Fuente en el patio de la mezquita
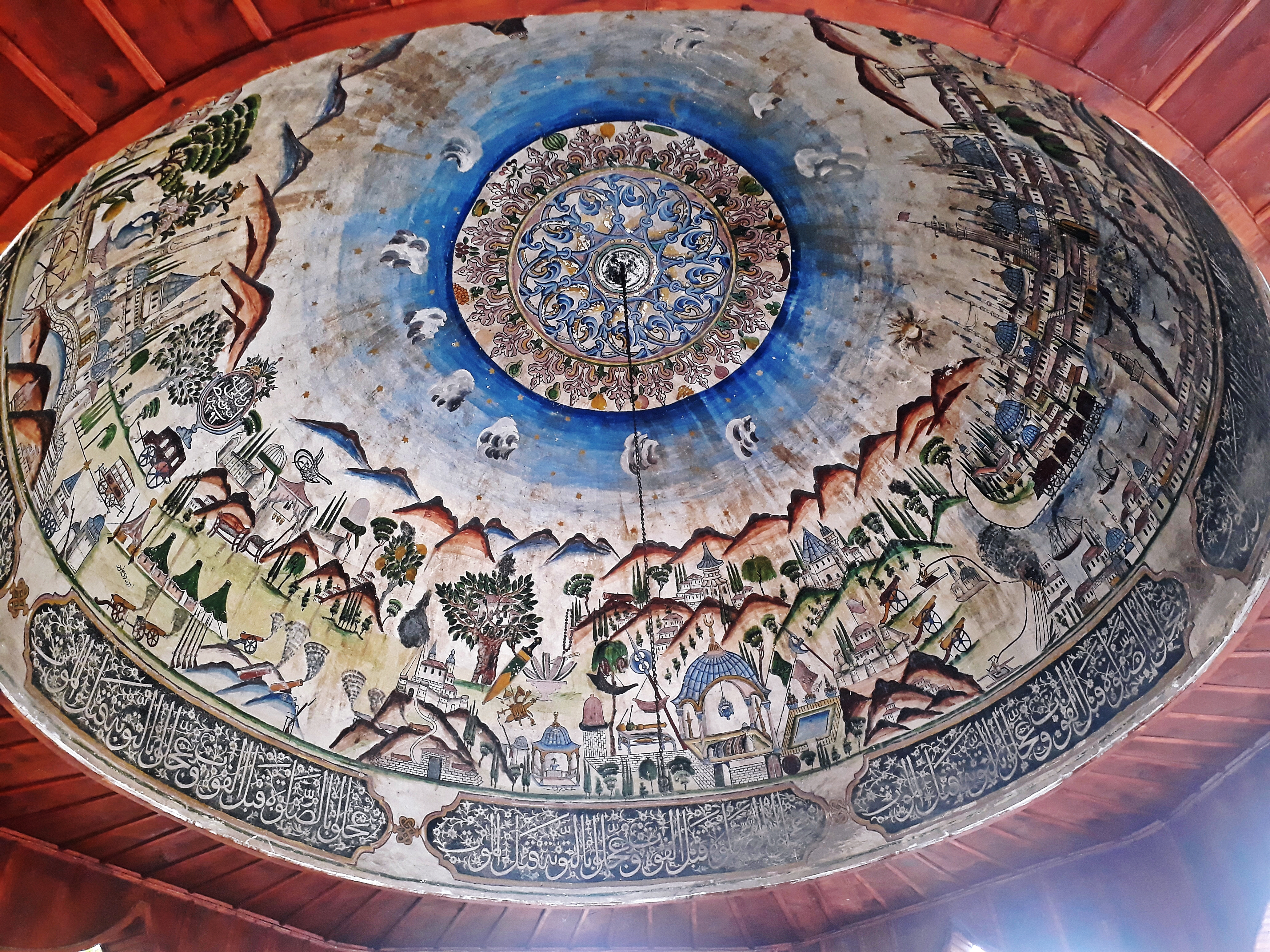
Las pinturas de paisajes realizadas por Zileli Emin en el interior del cono de la fuente son ejemplos del "arte pictórico otomano tardío".
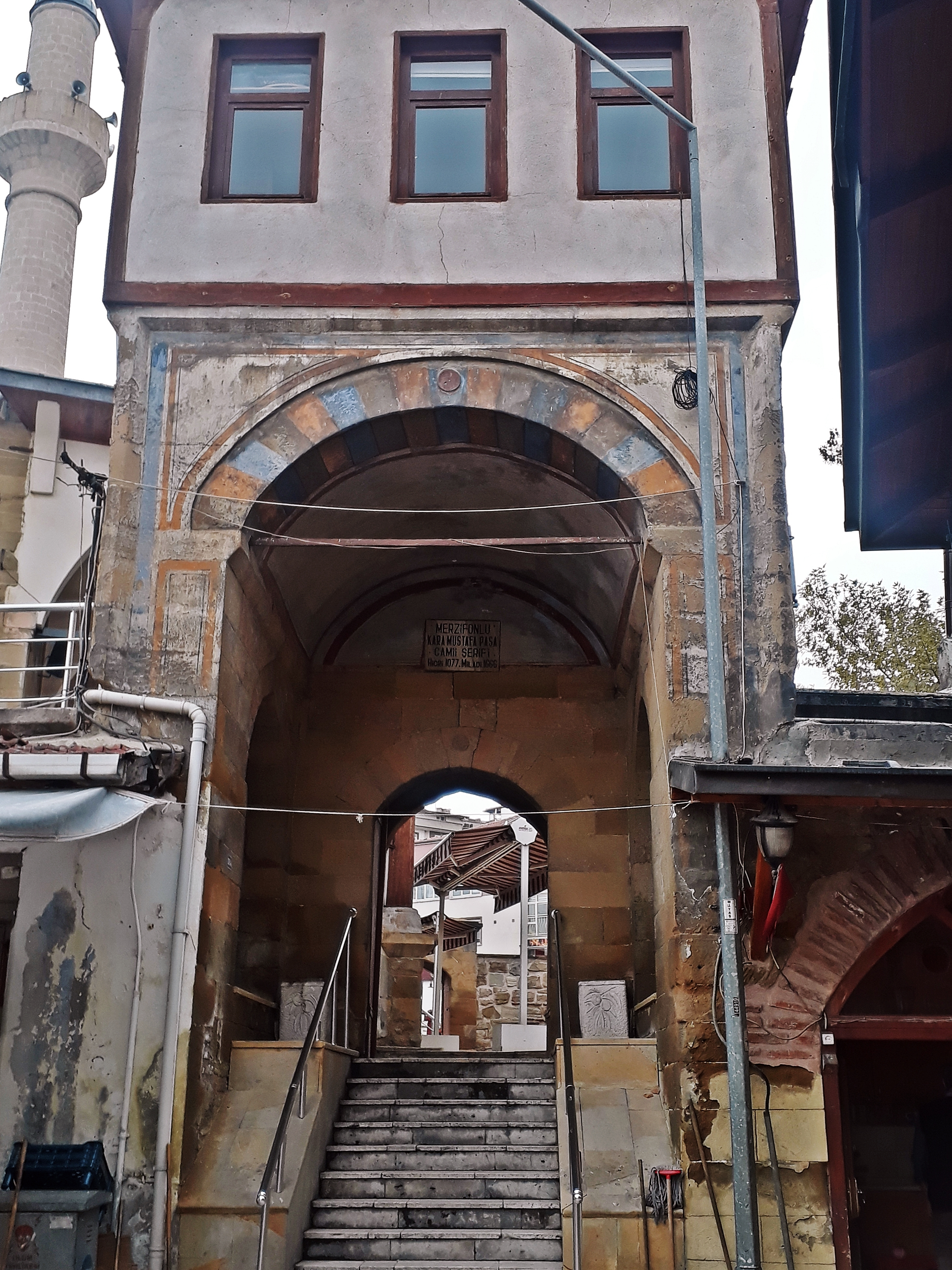
La puerta de entrada del patio de la mezquita junto al histórico bazar cubierto
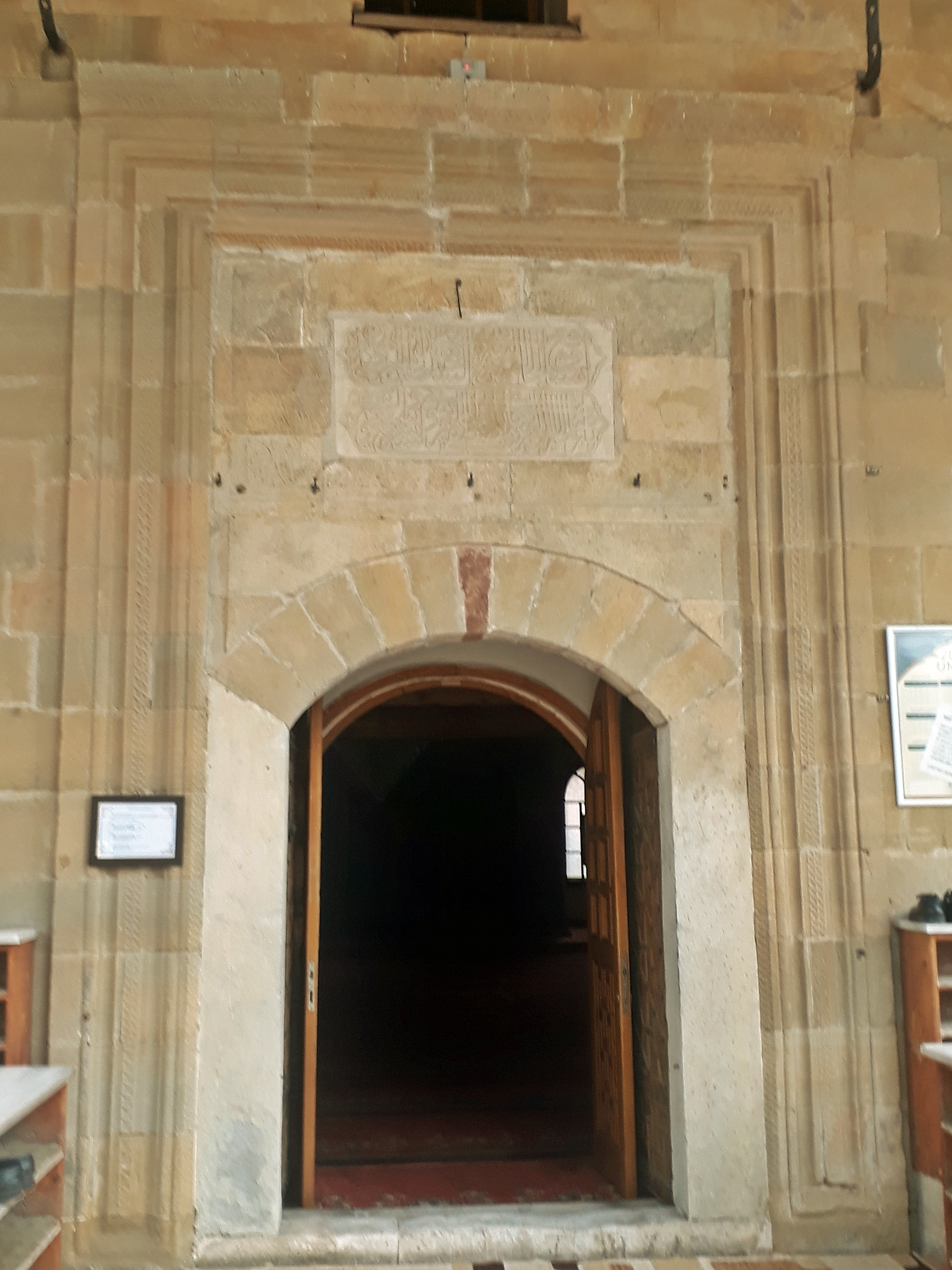
La puerta de entrada de la mezquita y su inscripción.
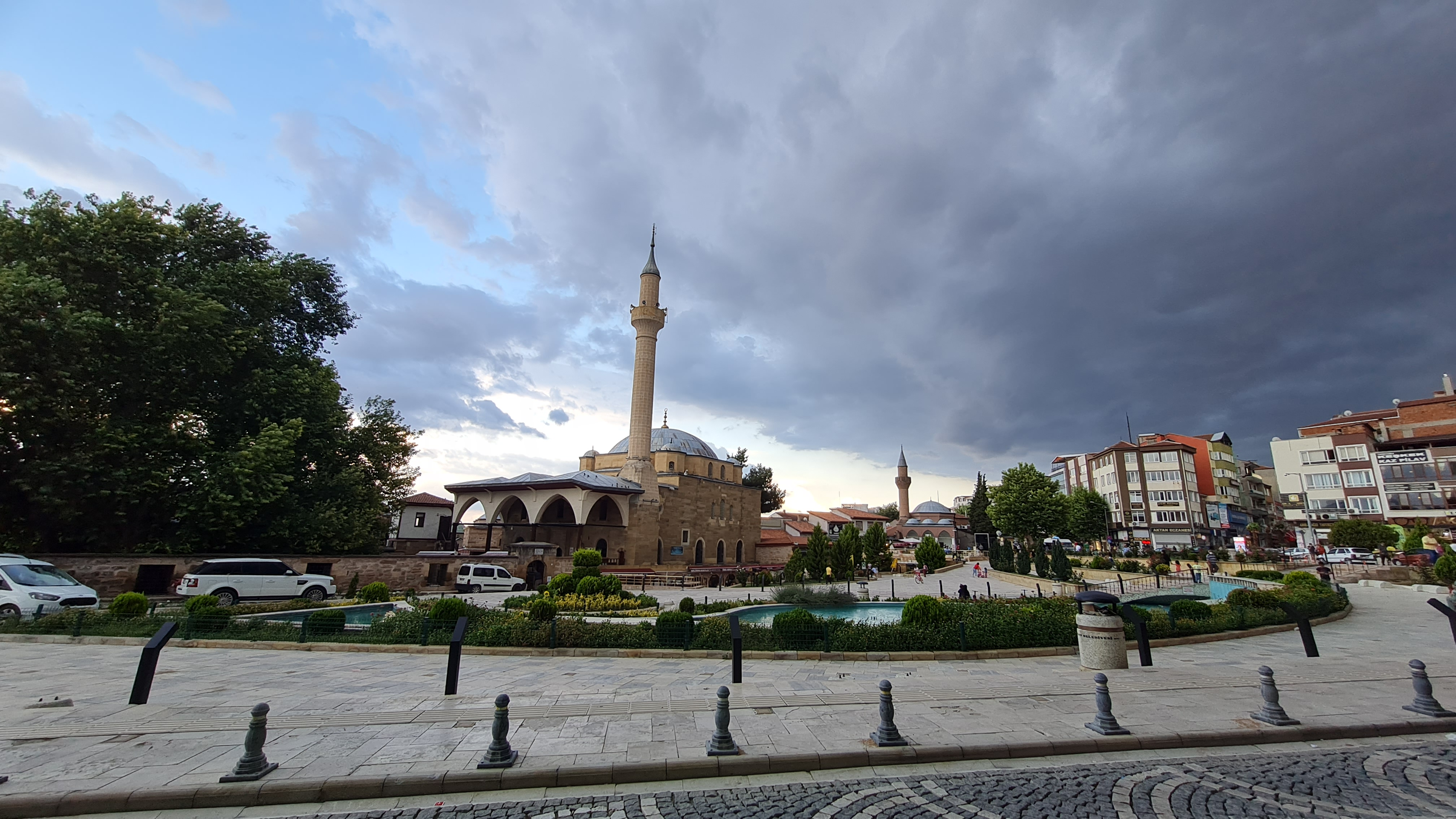
Vista general de la mezquita
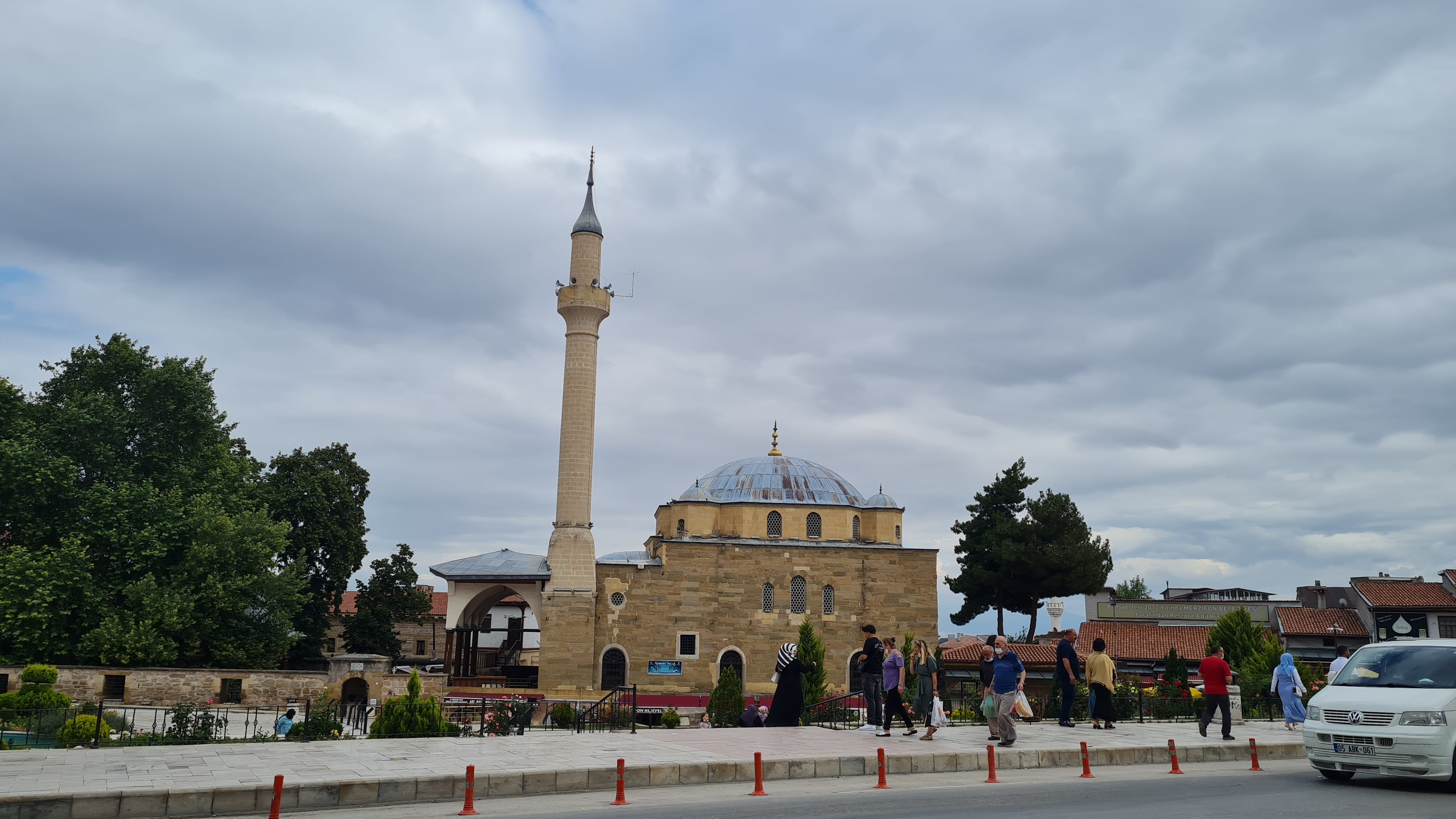
Vista general de la mezquita
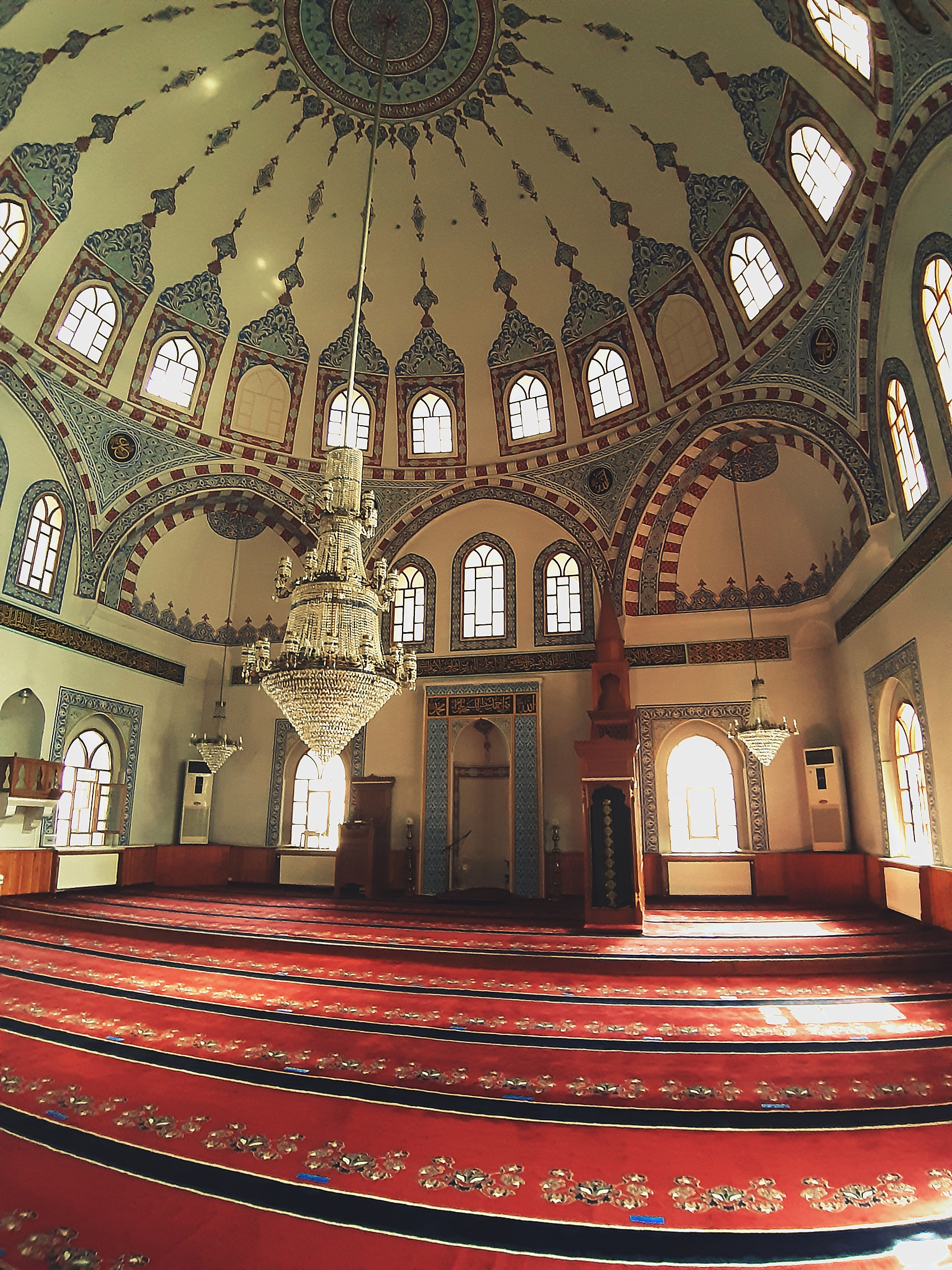
Vista general del interior de la mezquita.
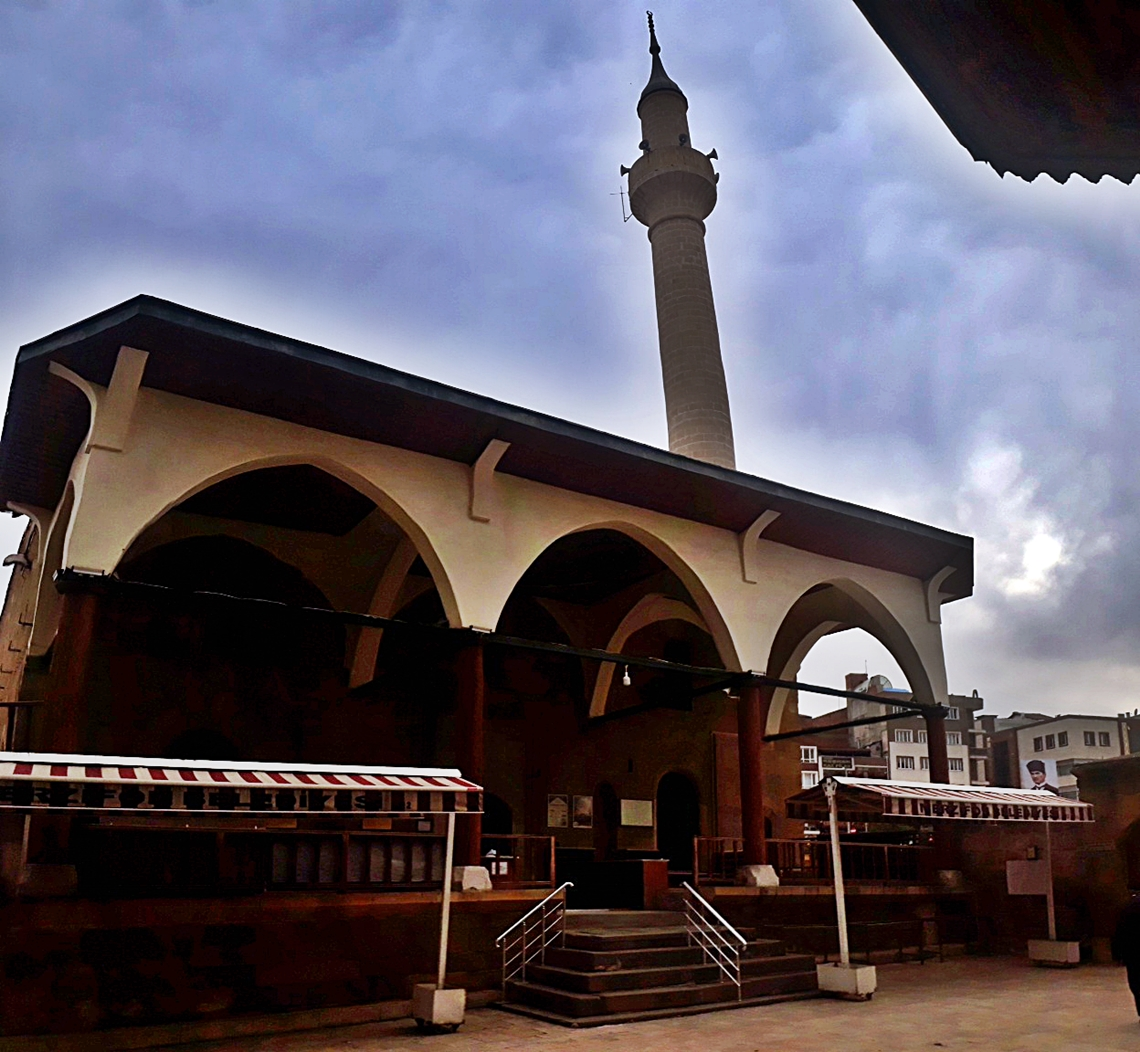
Vista general de la mezquita